# Pfarrkirche Hochburg

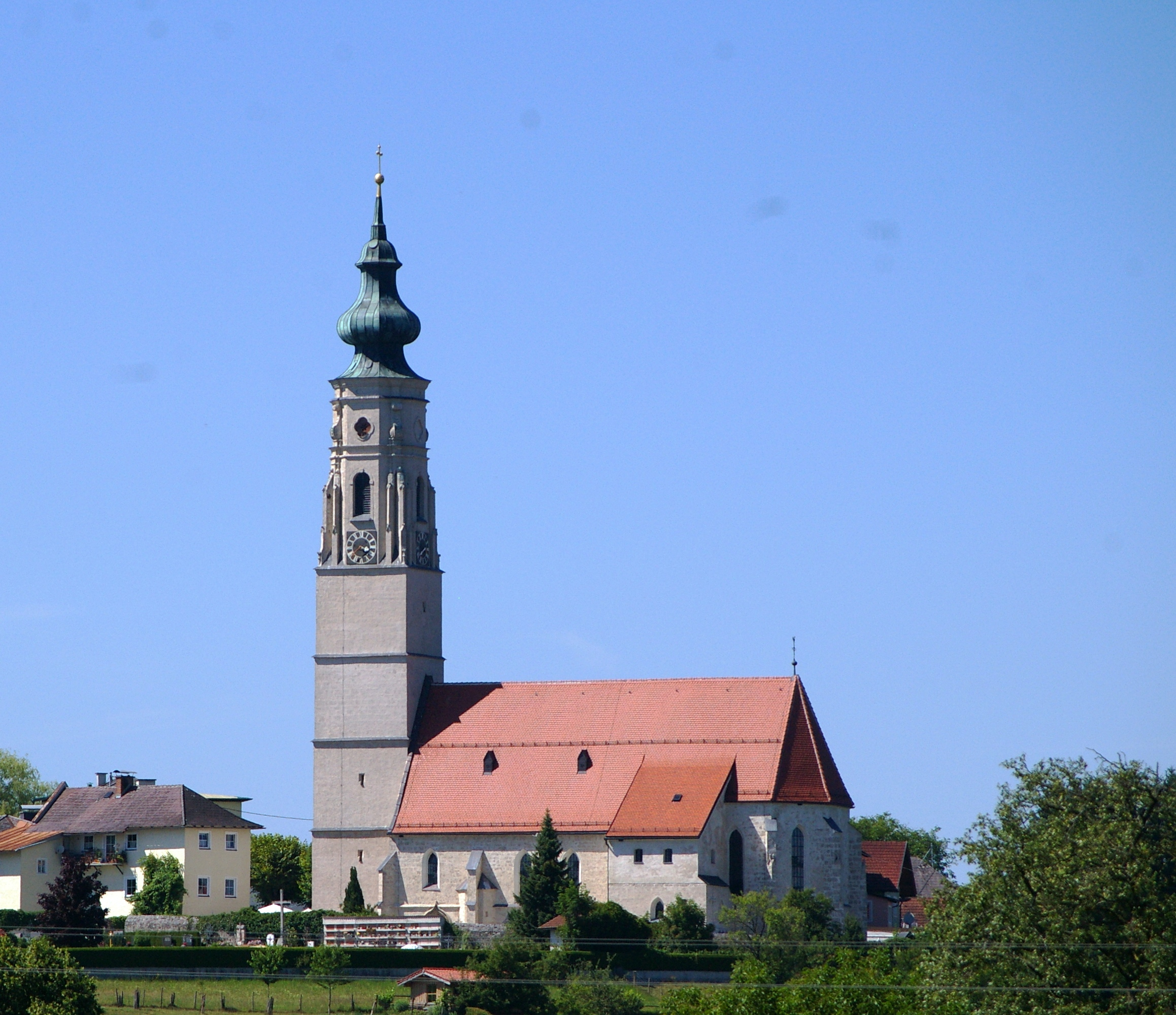
Katholische Pfarrkirche Mariä Himmelfahrt in Hochburg-Ach

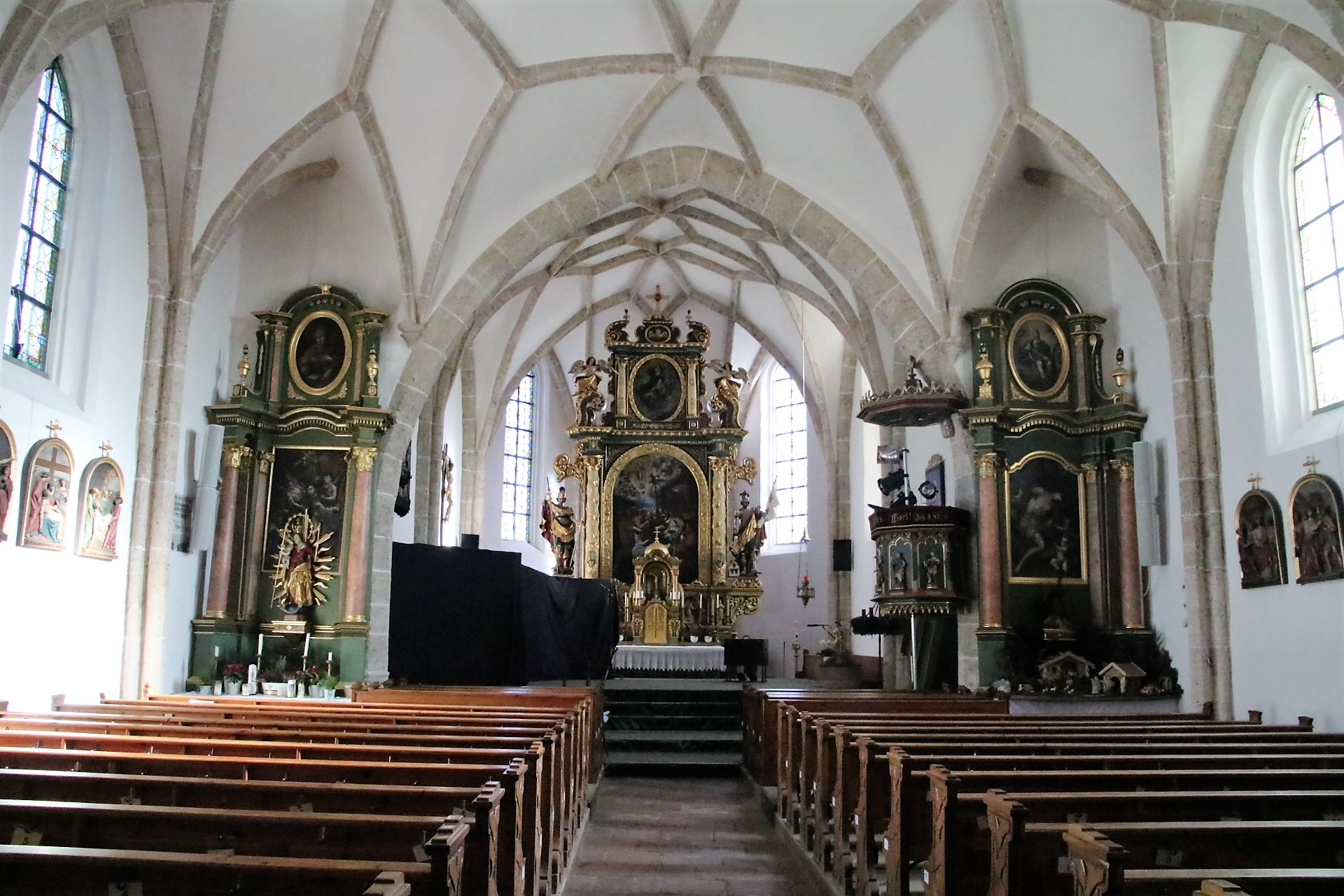
Innenansicht

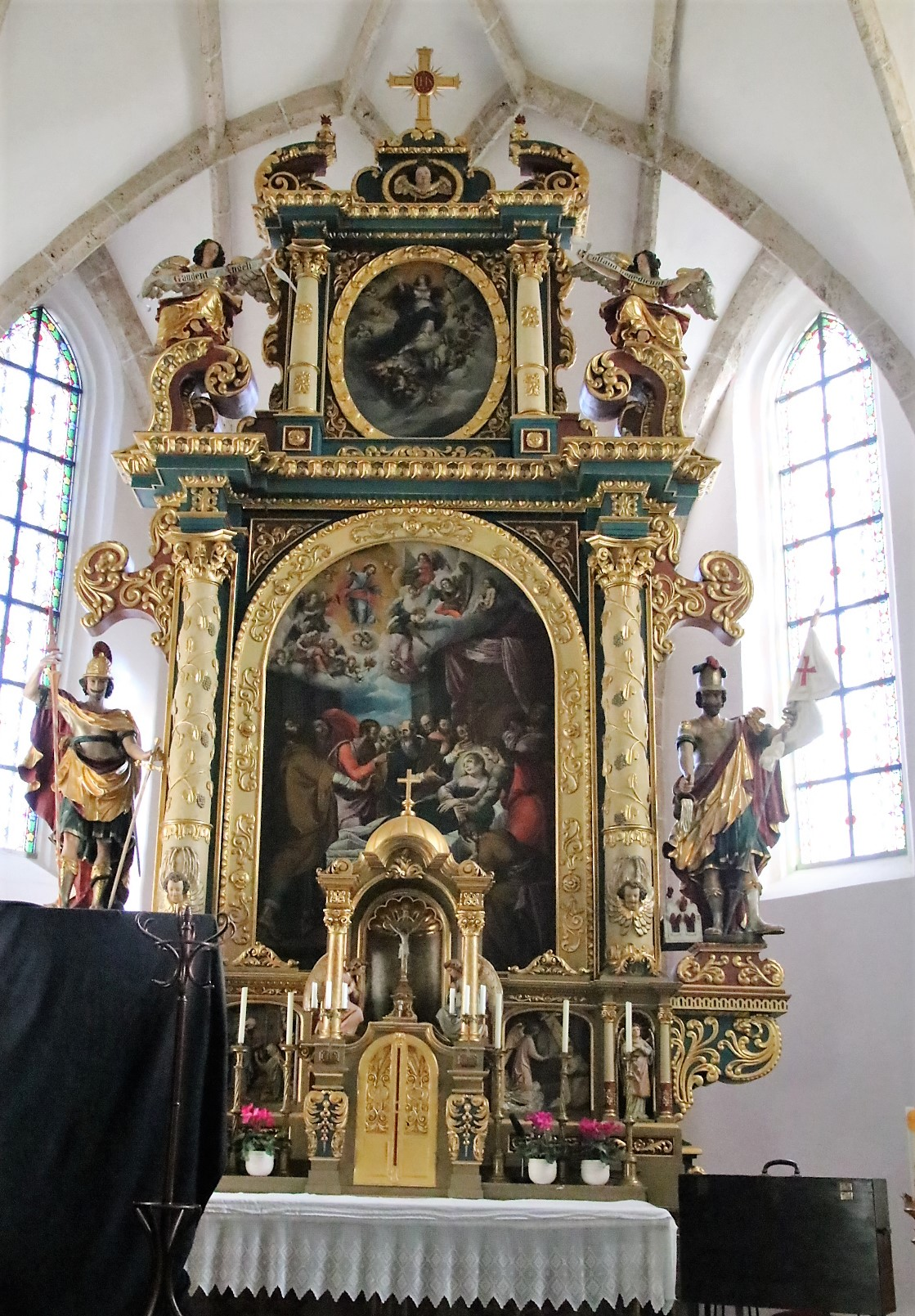
Hochaltar

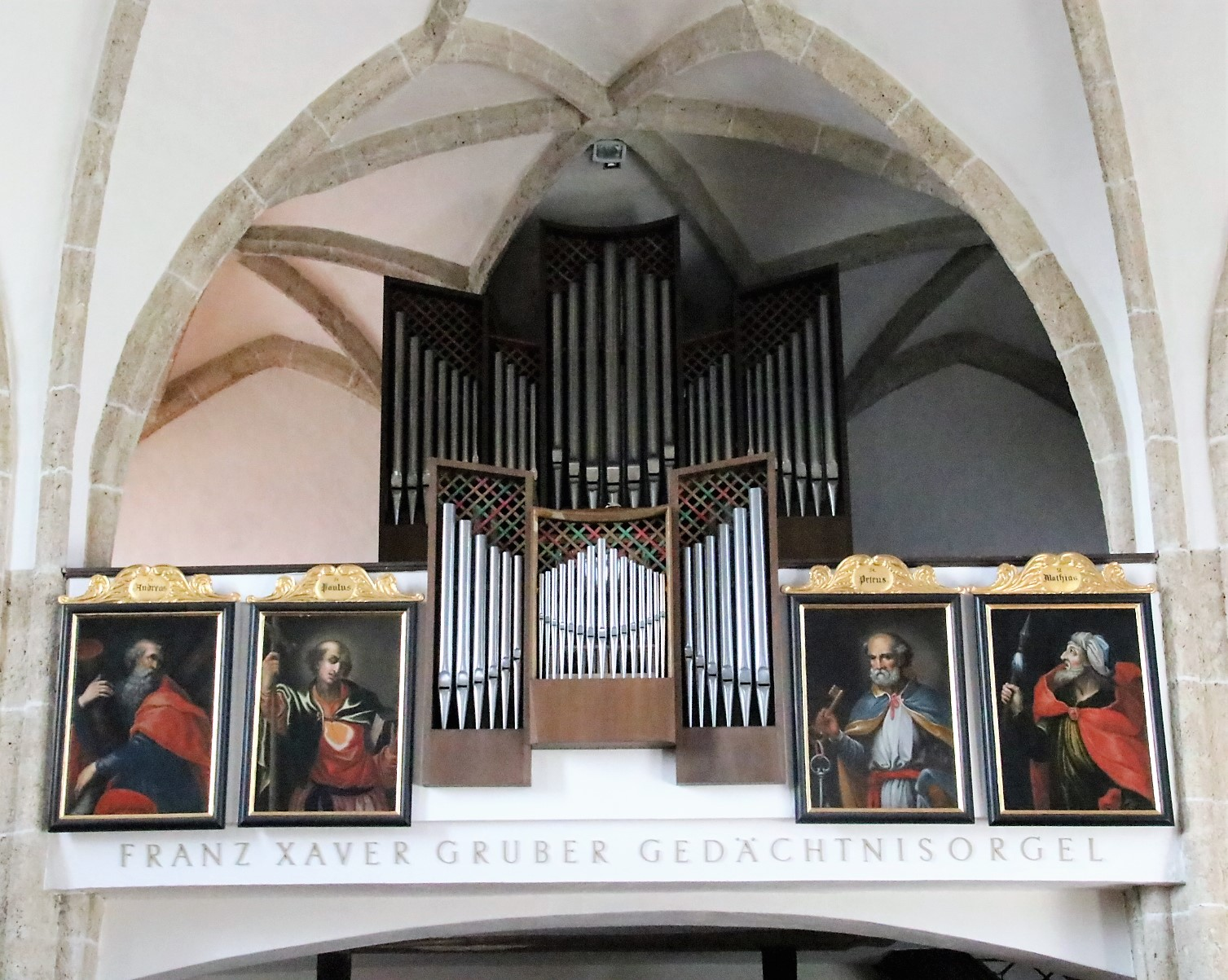
Orgel

Die römisch-katholische Pfarrkirche Hochburg steht in der Ortschaft Hochburg in der Gemeinde Hochburg-Ach im Bezirk Braunau am Inn in Oberösterreich. Sie ist dem Fest Mariä Himmelfahrt geweiht und gehört zum Dekanat Ostermiething in der Diözese Linz. Das Bauwerk steht unter Denkmalschutz (Listeneintrag).

## Geschichte
Die Kirche wird 1151 das erste Mal urkundlich erwähnt. Die Kirche ist ein gotischer Bau von der zweiten Dekade bis zur Mitte des 15. Jahrhunderts. Zunächst wurden Langhaus, Chor und Sakristei erbaut, danach der Turm. Das Bauwerk zählt zu den sogenannten Dreistützenbauwerken in der Nachfolge der Bürgerspitalkirche in Braunau und ist im Grundriss eng verwandt mit der Pfarrkirche Eggelsberg. Daher ist die Kirche baugeschichtlich von besonderer Bedeutung. Die Kirche wurde 1951 renoviert.

## Architektur

### Kirchenäußeres
Der gotische Westturm ist in vier Etagen mit Kaffgesims gegliedert, darüber erhebt sich ein spätgotischer oktogonaler Aufsatz mit einem 1728 aufgesetzten barocken Zwiebelhelm. Das Tuffsteinquaderbauwerk hat ein spätgotisches Sockelgesims und Spitzbogenfenster mit Maßwerk in profilierten Laibungen. Ein einheitliches hohes Satteldach mit spätgotischem Dachstuhl bildet den Abschluss. Das einschiffige Bauwerk mit eingezogenem Chor hat im Nordwesten eine übergiebelte Portalvorhalle. Südlich am Chor ist eine spätgotische Sakristei mit frühbarockem Oratorium angebaut, an der Chornordseite sind zwei eingeschoßige Anbauten auf jeweils quadratischem Grundriss erbaut, eine spätgotische Portalvorhalle mit östlich anschließendem spätgotischem Beinhaus.

### Kircheninneres
Das Langhaus der Kirche ist in viereinhalb Joche gegliedert. Die westlichen 1½ Joche sind dreischiffig, die östlichen Joche waren ursprünglich wohl zweischiffig, der Mittelpfeiler wurde jedoch in späterer Zeit entfernt. Die Raumwirkung ist mit der Spitalskirche Braunau am Inn vergleichbar, allerdings wurden die Seitennischen am Chor des Vorbilds weggelassen. Über dem Langhaus ist ein Netzrippengewölbe gespannt. Der eingezogene, zweijochige Chor endet in einem Dreiachtelschluss und ist mit einem Netzgewölbe geschlossen, dessen in der Barockzeit abgeschlagenes Rippennetz in den Jahren 1979/1980 wiederhergestellt wurde. Die Sakristei und das Beinhaus sind netzrippengewölbt. Das Süd- und Nordportal sind gotisch. Dem nördlichen Portal ist eine Vorhalle vorgebaut. Das Portal zur Sakristei hat eine Tür, die mit reichen gotischen Eisenbeschlägen in Lilienform verziert ist. Im Westen ist jeweils auf der Nord- und Südseite ein gedrungener Treppenturm für die Emporentreppe angebaut. Die Empore stützt sich auf die zwei erhaltenen sechseckigen Freipfeiler, im Osten ist das Gewölbe entgegen dem ursprünglich vorhandenen Rautenschirm flachkuppelartig nach oben gezogen.

## Ausstattung
Der Hochaltar stammt aus dem Jahr 1657. Das Altarbild wurde im selben Jahr von Johann Miller gemalt. Der Tabernakel ist aus dem Jahr 1905. Die Seitenaltäre in barocken Formen wurden wohl in der ersten Hälfte des 19. Jahrhunderts geschaffen, die Altarbilder entstanden bereits Anfang des 18. Jahrhunderts; sie zeigen links den Heiligen Johannes Nepomuk, das ovale Auszugsbild den Heiligen Ulrich; rechts sind im Altarblatt der Heilige Sebastian und im Auszug die Heilige Barbara dargestellt.
Im Chor befindet sich ein spätgotisches Relief des Marientodes, das um 1490 geschaffen wurde und vermutlich vom früheren Hochaltar stammt. Ein vermutlich spätgotisches Taufbecken besteht aus einer zwölfeckigen Rotmarmorschale mit dreipassförmigem Dekor auf einem niedrigen Fuß, am Deckel ist eine barocke Figur Johannes des Täufers angebracht.
Die neugotische Kanzel entstand um 1870/80 und ist mit barocken Stauen der vier Evangelisten versehen. Die sogenannte Franz-Xaver-Gruber-Gedächtnisorgel wurde 1962 anlässlich des 175. Geburtstags des Komponisten durch die Orgelbauanstalt Karl Reinisch’s Erben erbaut und hat 17 Register auf zwei Manualen und Pedal.